# Chiesa di San Bernardino (Bergamo, Centro Pignolo)
La chiesa di San Bernardino è un luogo di culto cattolico di Bergamo che si trova in via Pignolo all'angolo con la trasversale di via Giuseppe Verdi.
Risale al XV secolo ed è conosciuta per conservare come pala d'altare la tela Madonna in trono con il Bambino i santi Giuseppe, Bernardino, Giovanni Battista, Antonio abate e angeli opera di Lorenzo Lotto.

## Storia
San Bernardino da Siena durante il suo peregrinare, giunse a Bergamo due volte, nel 1411 e nel 1419, ospite del convento di san Francesco con l'intento di sedare, con la sua predicazione, le terribili faide familiari tra guelfi e ghibellini che dividevano la città. La sua evangelizzazione fu molto sentita tra i cittadini tanto che fu riedificata la chiesa di santa Maria delle Grazie, come da suo desiderio, ed edificate due nuove chiese a lui intitolate, questa di via Pignolo, e quella di San Bernardino in porta Colognola subito dopo la sua canonizzazione nel 1450. Le famiglie usavano raffigurare il trigramma bernardiniano sulle proprie case indicando la propria predisposizione a raggiungere la pace nella comunità cittadina.
La chiesa in via Pignolo fu edificata nella seconda metà del XV secolo, ed è citata in un documento del 12 maggio 1468. Al medesimo periodo risale l'istituzione della Schola di disciplini o flagellanti  dedicata al santo che ebbe la sede in questa chiesa. Risultano intestate ai disciplini due concessioni dal Consiglio della chiesa nel 1467 e 1473. I disciplinati furono riuniti in un'unica associazione detta Schola di Santa Maria Maddalena con sede nella omonima.

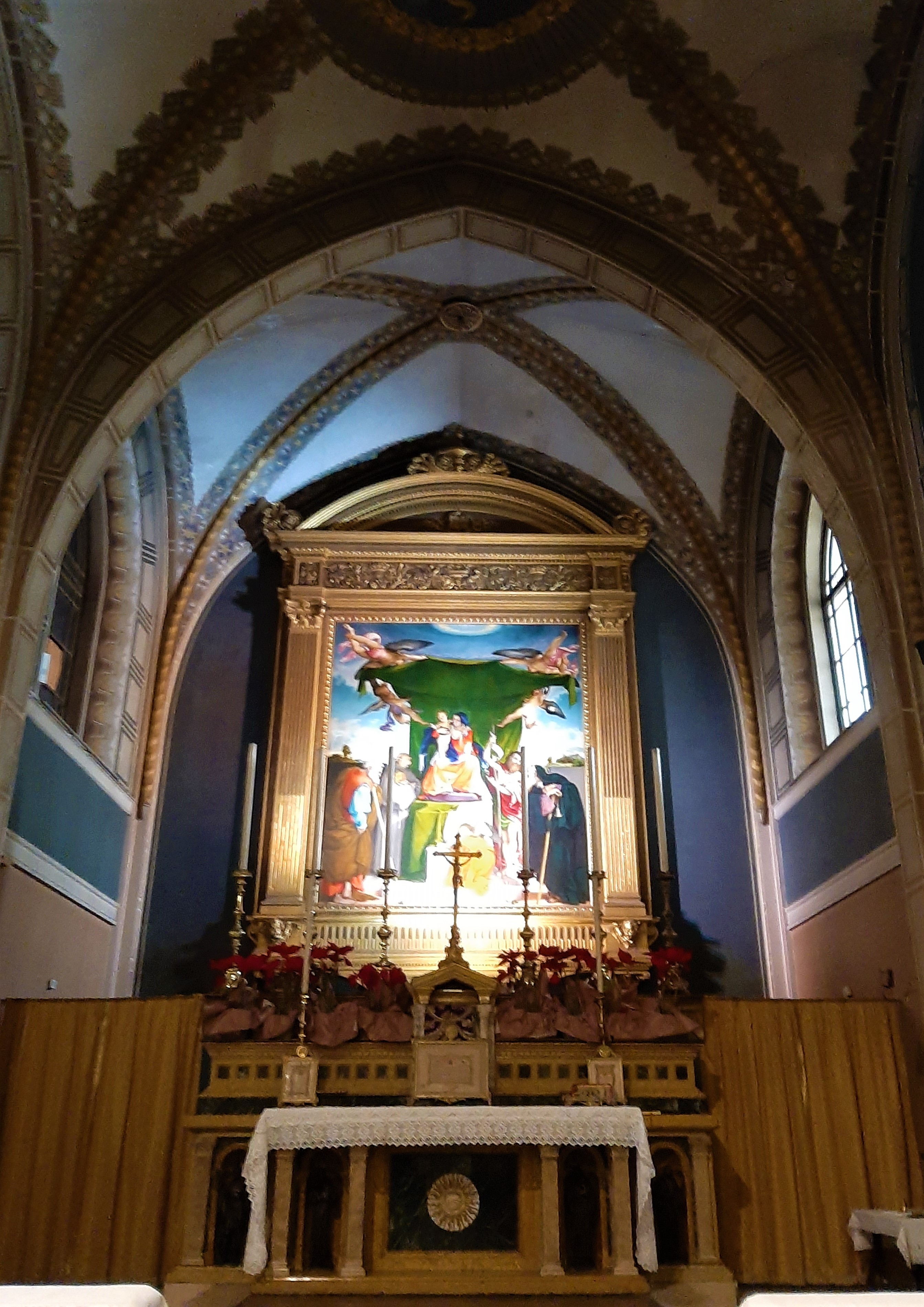
Interno san Bernardino via Pignolo

Via Pignolo era abitata dalla nuova borghesia cittadina, formata da commercianti arricchitisi dopo l'occupazione veneta, con il commercio dei panni lana, e che commissionarono le opere per le chiese di Santo Spirito, della Santissima Trinità, di Sant'Alessandro della croce e di san Bernardino.

Fu ristrutturata più volte, nel 1593 venendo riconsacrata dal vescovo Giambattista Milani, nel 1876 un ulteriore grande rinnovamento e nel 1926.

I confratelli della congregazione dei disciplini praticavano la flagellazione penitenziale, vestivano un abito bianco e vennero chiamati Bernardinelli e la schola veniva detta schola del gonfalone.

La schola dei Disciplini di san Bernardino fu soppressa dal 1806 con un decreto napoleonico, con tutte le altre congregazioni presenti nella città orobica.
La chiesa non è sempre visitabile, dopo i gravi furti subiti nel 1986 è gestita dal Museo Adriano Bernareggi con aperture per visite guidate.

## Descrizione

### Esterno
La facciata neogotica della chiesa ha il tetto a capanna, risalente al restauro del 1876; è suddivisa da quattro lesene in marmo di Zandobbio che interrompono la sequela di archetti posta nel sottotetto. Il portale, sormontato da un architrave a sesto acuto, termina con un fondello in pietra dove è scolpito il trigramma del santo senese, ed è il solo accesso da via Pignolo. La facciata è completata da una grande finestra centrale e due nicchie laterali a tutto sesto contenenti la statua di san Bernardino con il trigramma tra le mani, e san Antonio da Padova orante

### Interno

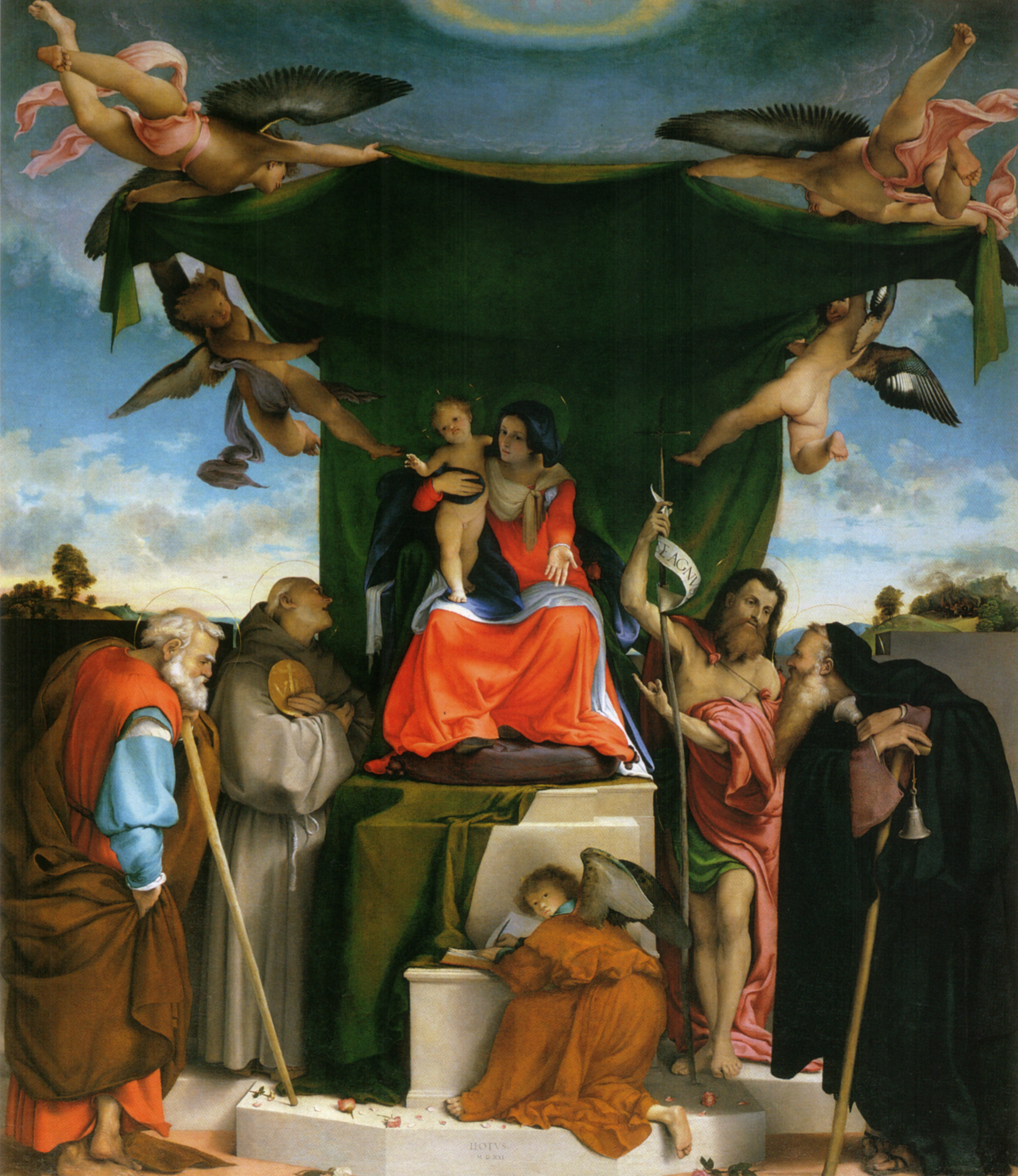
Lorenzo Lotto 060

L'interno della chiesa è a un'unica navata con tre cappelle per lato, è divisa da arcate a sesto acuto, con il soffitto a capanna. Il restauro del 1876 non ne ha variato l'impianto architettonico. La prima cappella a destra presenta un affresco di autore anonimo, probabilmente Jacopino Scipioni, raffigurante la Vergine in trono con il Bambino, a fianco i santi Onofrio e Antonio da Padova, datato 1523 e con un marchio mercantile con le lettere Z A e una piccola C che ci documenta la committenza di Zanino di Antonello Casotti, che abitava nella casa al civico numero 72 della stessa via. Nella cappella successiva vi era una tela di Jacopino Scipioni che fu trafugata nel 1986, raffigurava Sant'Apollonia tra i santi Lorenzo e Defendente, purtroppo si è persa una delle ultime opere di area milanese presente in Bergamo. La tela risulta fosse stata commissionata all'artista nel 1509 da Pietromartire Rota disciplino della chiesa. Trafugata anche la tela del XVI secolo, posta sull'altare oltre il grande arco trionfale raffigurante la Madonna con i santi Pietro e Paolo.
L'arcata successiva presenta due affreschi di artista anonimo, un san Sebastiano arcaico nella raffigurazione, e san Bernardino di miglior fattura con a fianco un disciplino rappresentato in misura molto inferiore e raffigurato nella veste chiamata capa, indumento che veniva indossato dopo due mesi di noviziato e che veniva indossato nelle processioni e nelle flagellazioni penitenziali..
Nella seconda cappella a sinistra originariamente dedicata ai santi Sebastiano Rocco e Cristoforo, vi è la tela della Pietà di Gian Paolo Cavagna, tela dalla struggente carica emotiva. Dello stesso artista sono le due tele San Nicola di Bari con san Bernardino e l'Annunciazione sulla controfacciata. 
La terza cappella a sinistra, progettata da Pietro Isabello è la più grande della chiesa, restaurata nel 1821, era originariamente dedicata al Salvatore, fu donata alla confraternita l'11 settembre 1511 da Lorenzo Pelorsi, maniscalco. La cappella presentava le insegne della famiglia per indicarne lo status sociale raggiunto. Una cancellata conduce dentro la cappella completamente affrescata, la cupola rivestiva da formelle in cotto è uno dei tipici elementi dell'architetto. La cappella è dedicata a sant'Antonio da Padova presentando affreschi di Giovanni Maironi da Ponte, ed è introdotta dall'affresco raffigurante il santo portoghese di Ponziano Loverini del XX secolo.
Sul presbiterio illuminato dalla finestra ricavata nella ristrutturazione del 1826, vi è la pala d'altare di Lorenzo Lotto della Madonna in trono con il Bambino i santi Giuseppe, Bernardino, Giovanni Battista, Antonio abate e angeli, tra le migliori opere dell'artista veneziano in terra orobica. La tela è firmata e datata LLOTUS MDXXI e conservata in una cornice del XX secolo; documentata una precedente cornice lignea intagliata e dorata.